# Abdoulaye Kamara
Abdoulaye Kamara (* 6. November 2004 in Conakry, Guinea) ist ein guineisch-französischer Fußballspieler. Der Mittelfeldspieler steht seit 2024 beim FC Portsmouth unter Vertrag.

## Karriere
Kamara wurde zunächst in Frankreich in der Akademie von Paris Saint-Germain ausgebildet. Bereits mit 14 Jahren erfolgte die Berufung in die vereinseigene U19, ein Jahr später durfte der Junge regelmäßig mit der von Thomas Tuchel verantworteten ersten Herrenmannschaft trainieren. Unter Tuchel wie auch unter dessen Nachfolger Mauricio Pochettino stand Kamara für das Team in Test- und Vorbereitungsspielen auf dem Feld, im April 2021 erhielt er seine erste und einzige Nominierung für ein Pflichtspiel PSGs. Im Sommer desselben Jahres wechselte er nach Deutschland zu Borussia Dortmund und unterschrieb einen langfristigen Ausbildungsvertrag. Der Verein hatte einige Wochen zuvor bereits den Verteidiger Soumaïla Coulibaly, einen ehemaligen Mitspieler Kamaras aus der Pariser A-Jugend, verpflichtet. Der nach dem gleichaltrigen Youssoufa Moukoko zweitjüngste Spieler der ersten Mannschaft war auch für die Dortmunder U19 oder U23 spielberechtigt.
Erstmals für den BVB kam der Mittelfeldspieler zum Einsatz, als er mit der U23 am 3. Spieltag der Drittligasaison 2021/22 mit 5:2 gegen die zweite Mannschaft des SC Freiburg gewann. Als jüngster in dieser Spielklasse eingesetzter Akteur löste Kamara den im Januar 2004 geborenen Unterhachinger Fynn Seidel ab, der am 21. Spieltag der vorherigen Spielzeit aufgelaufen war. Neben weiteren Einsätzen in der 3. Liga spielte Kamara hauptsächlich für die U19 in der UEFA Youth League sowie in der A-Junioren-Bundesliga. Mit Mitspielern wie Julian Rijkhoff, Jamie Bynoe-Gittens oder Colin Kleine-Bekel gewann der Mittelfeldspieler Ende November 2021 nach einem Endspielerfolg gegen den Revierrivalen Schalke 04 den NRW-Ligapokal der Junioren. Laut Marco Rose, Trainer der ersten Herrenmannschaft des BVB, war geplant, den überwiegend als „Sechser“ eingesetzten Spieler „ruhig aufzubauen“ und diesen hauptsächlich in der A-Jugend spielen zu lassen, um zu häufige interne Teamwechsel zu vermeiden. In der Folge stand Kamara nur zwei Mal im Spieltagsaufgebot der Bundesliga-Mannschaft, ohne dort zum Einsatz zu kommen. Mehrere Verletzungen verhinderten darüber hinaus auch eine Etablierung des Spielers in der Drittligamannschaft.
Im August 2024 wechselte der Guineer zum FC Portsmouth in die zweitklassige englische EFL Championship.

## Erfolge
- Deutscher A-Junioren-Meister: 2022
- Meister der A-Junioren-Bundesliga West: 2022, 2023
- NRW-Junioren-Ligapokalsieger: 2021